# Holcombe Burnell
Holcombe Burnell – wieś i civil parish w Anglii, w Devon, w dystrykcie Teignbridge. W 2011 civil parish liczyła 536 mieszkańców. Holcombe Burnell jest wspomniana w Domesday Book (1086) jako Holecumbe/Holecumba.